# Шорея
Шорея (лат. Shorea) — род преимущественно тропических древесных растений семейства Диптерокарповые (Dipterocarpaceae), происходящих из юго-восточных районов Азии: Северной Индии, Малайзии, Индонезии и Филиппин. Представители рода являются источником многих ценных в коммерческом отношении пород древесины, известных под разными названиями в зависимости от вида дерева и места его происхождения.
Название роду было дано в честь генерал-губернатора Британской Ост-Индской компании с 1793 по 1798 годы, сэра Джона Шора.

## Ботаническое описание
Род составляют большей частью крупные вечнозелёные деревья, некоторые виды достигают в высоту 60—75 метров. Ствол обычно прямой, правильной цилиндрической формы.
Самым высоким документально подтвержденным покрытосеменным растением считается экземпляр вида Shorea faguetiana, произрастающий в национальном парке Tawau Hills (англ. Tawau Hills National Park) в штате Сабах на острове Борнео, имеющий в высоту 88,3 метра.
Также имеется сообщение о ещё более высоком экземпляре Shorea faguetiana из заповедника Малио Бейсин (англ. Maliau Basin), также находящемся в штате Сабах — 89,5 метров.
В апреле 2019 года учёные из Великобритании и Малайзии сообщили о новом рекордсмене. Согласно сообщению, представитель Shorea faguetiana поставил новый рекорд высоты в 100,8 м (330,7 фута). Рекордсмен растёт в дождевых лесах малайзийского губернаторства Сабах на Калимантане, а его вес, не считая корневой системы, составляет 81,5 т (179900 фунтов), при этом лишь 5 % этого веса приходятся на 40-метровую крону. Уникальное дерево даже получило собственное имя — Менара (Menara), что на малайзийском означает «Башня». Любой желающий может ознакомиться с 3D-моделью дерева, которую исследователи создали при помощи лазерного сканирования и дронов. Исследуя Менару, учёные надеются узнать, что позволяет деревьям расти до такой высоты и могут ли они расти ещё выше.

## Некоторые виды
- Shorea assamica Dyer
- Shorea faguetiana F.Heim
- Shorea ladiana P.S.Ashton
- Shorea robusta Gaertn. — Шорея исполинская, или Сал
- Shorea stellata (Kurz) Dyer
- Shorea stenoptera